# Labastide-Saint-Pierre

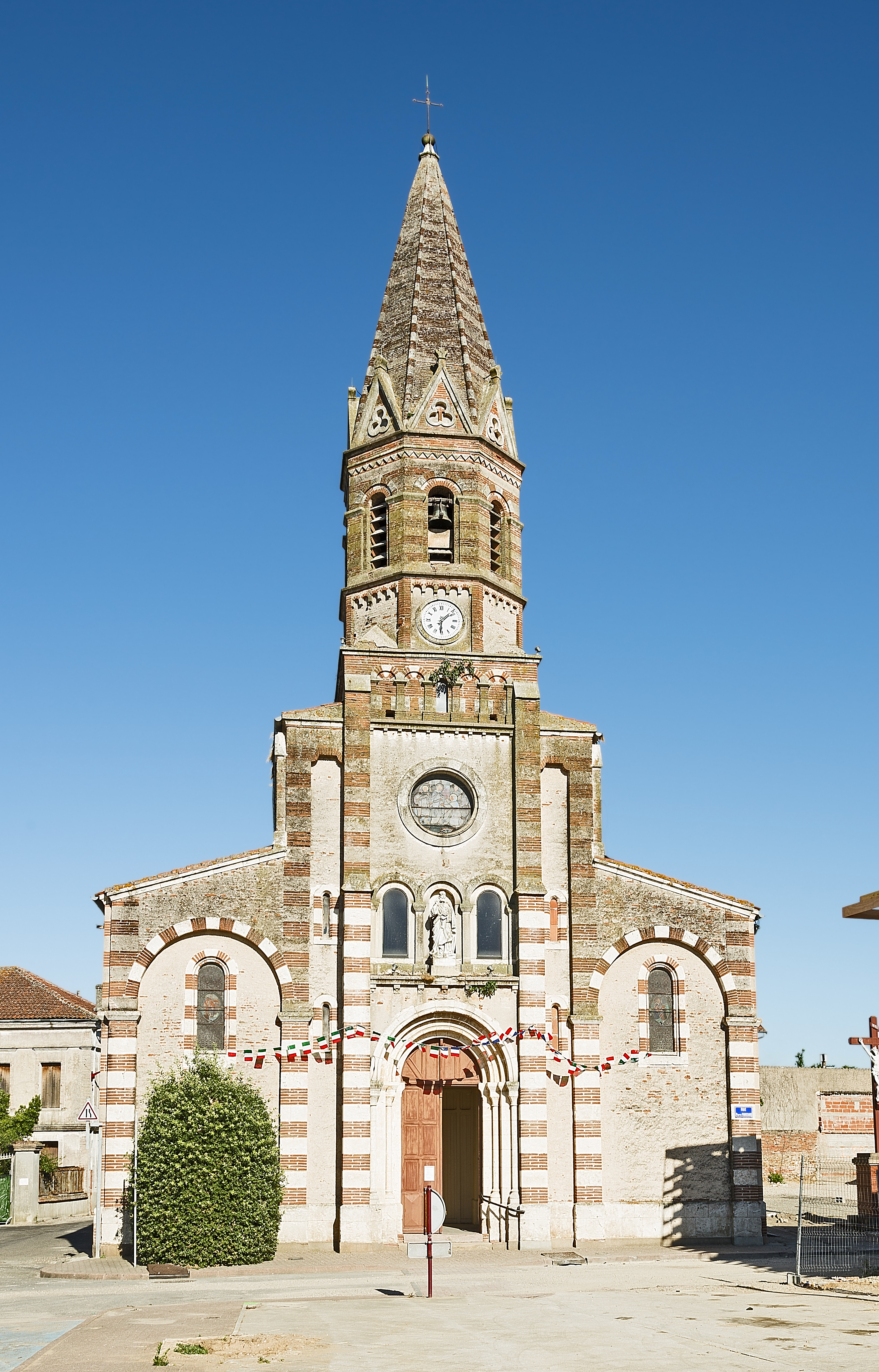
La chiesa

Labastide-Saint-Pierre è un comune francese di 3 677 abitanti situato nel dipartimento del Tarn e Garonna nella regione dell'Occitania.

## Storia

### Simboli
Il comune di Labastide-Saint-Pierre ha il privilegio di avere uno stemma concesso con un'ordinanza dei Commissari generali del consiglio preposto agli affari araldici in data 20 dicembre del 1703.

## Società

### Evoluzione demografica
Abitanti censiti